# Montplaisir (Limoges)
Pour les articles homonymes, voir Montplaisir.
Le quartier de Montplaisir se situe à l'est de Limoges, immédiatement à l'est de la gare de Limoges-Bénédictins, qui a largement influencé et accompagné la création, la morphologie et le destin économique de ce secteur résidentiel de la ville. Principalement constitué de pavillons ouvriers du début du XXe siècle, style Loi Loucheur, ce quartier s'établit entre le faubourg des Casseaux, près de la Vienne, et les voies ferrées vers Paris.
Il est un des éléments du quartier dit de la Gare, et est immédiatement contigu aux quartiers Puy-Imbert, Grand-Treuil et des Casseaux.